# Anthropothéisme
L'anthropothéisme (du grec anthropo- et gr. θεός « Dieu ») désigne une caractéristique humaine et la nature des dieux, ou simplement la déification des hommes. 